# Scopula suffecta
Scopula suffecta är en fjärilsart som beskrevs av Louis Beethoven Prout 1938. Scopula suffecta ingår i släktet Scopula och familjen mätare. Inga underarter finns listade.